# Трёхсвятительская церковь (Харьков)
Трёхсвятительская церковь — приходской храм Харьковской епархии Украинской православной церкви в Харькове. Главный престол храма освящён во имя трёх православных святителей: Василия Великого, Григория Богослова и Иоанна Златоуста.
Храм построен в 1907—1915 годах по инициативе председателя Городского купеческого общества купца первой гильдии Григория Гольберга и его супруги Марии на их собственном земельном участке, поэтому в просторечии называется «Гольберговским».

## История строительства

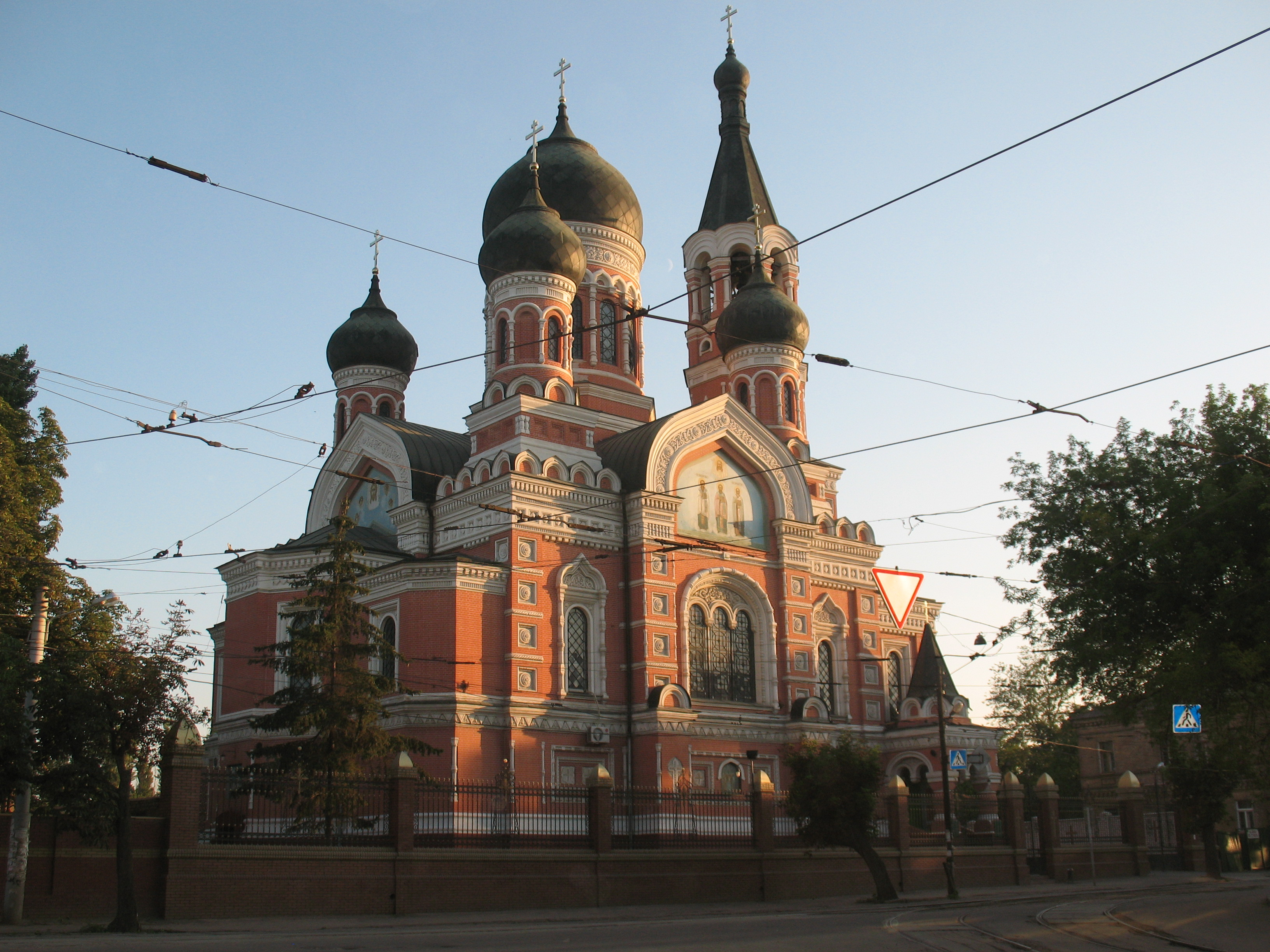
Вид с южной стороны

Иконостас

Три святителя

9 января 1906 года на организованном благочинным округа Преображенской церкви священником Петром отцом Фоминым приходском сходе жителей Заиковской и прилегающих к ней улиц, на котором было принято решение возвести на доброхотных началах храм во имя Трех Святителей и избран Строительный комитет, председателем которого стал Г. О. Гольберг. Было объявлено, что М. С. Гольберг безвозмездно передает для постройки храма принадлежащий ей участок на Заиковской улице (750 кв. саженей = 0,34 га), а сам Г. О. Гольберг жертвует на его возведение 10 тысяч рублей и обязуется содействовать строительству. 24 февраля 1906 года Строительного комитет в избранном составе был утвержден Епархиальной администрацией и начал деятельность по подготовке строительства храма, выработке проекта и сбору пожертвований.
Проект был разработан архитектором М. И. Ловцовым в формах московского пятиглавия с шатровой колокольней, но на основе принципиально нового конструктивного решения, ранее реализованного в Петербургской церкви Киево-Печерского подворья (1895—1900 гг., архитектор В. А. Косяков). Особенностью конструкции является отсутствие внутренних несущих столбов: обширный зал храма перекрыт парными перекрестными железобетонными арками, на пересечение которых опирается центральный световой барабан с куполом.
Закладка Трёхсвятительского храма состоялась 2 сентября 1906 года уже без участия тяжело больного М. И. Ловцова, под руководством нового епархиального архитектора В. Н. Покровского, который и завершил строительство.
Роспись церкви в течение двух лет осуществил петербургский живописец Алексей Яковлевич Сокол (воспитанник Академии художеств, ученик И. Е. Репина и В. А. Серова), сочетая новый для тех лет стиль модерн, с соблюдением канонов. Оригинальный иконостас был изготовлен в Италии по чертежам В. Н. Покровского. По бокам иконостаса расположены киоты с иконами Трёх святителей и святой великомученицы Марии.
Площадь храма позволяла разместить во время службы до 650 человек. На строительство пошло около 2 млн штук кирпича, а общая сумма затрат на все работы составила 200 тысяч рублей.
Строительство было в основном завершено в конце 1914 года. Освящение храма совершил митрополит Киевский Флавиан 29 мая 1915 года.

## История храма
После революции 1917 года Трёхсвятительскую церковь в 1923 году превратили в склад, куда свозили церковное имущество из закрытых храмов. Но уже 17 марта 1925 году в ответ на ходатайство 50 жителей района Заиковской улицы губисполком заключил с верующими договор о передаче им в бесплатное бессрочное использование здания и перечисленных в приложенной к договору описи предметов культа.
В короткое время храм завоевал большую популярность у харьковчан, превзойдя по числу прихожан (1918 человек) городской и кафедральный соборы. Управлял всеми делами храма Приходской церковный совет, избранный прихожанами, количество которого первоначально было немногим более ста человек. Его председателем до 1929 года состоял Я. М. Деревянко.
При храме имелась самостоятельная Православная сестрическая организация, которая ведала украшением и уборкой храма, помогала сторожу, занималась починкой риз и облачений, наблюдала за порядком во время богослужения и в религиозных процессиях.
Управлял всеми делами храма Приходской церковный совет, избранный прихожанами, количество которого первоначально было немногим более ста человек. Его председателем до 1929 года состоял Яков Михайлович Деревянко. В состав Совета входили: товарищ председателя, а с 1929 года председатель — протоиерей Савва Герасимович Доброницкий, бессменный секретарь — протоиерей Александр Анисимов, казначей Павел Кириллов, протодиаконы Одоевский и Переверзев, дьякон-псаломщик Иван Книжнияк и три кандидата в члены Совета.
Сохранившиеся архивные документы о деятельности Церковного совета Трёхсвятительского храма заканчиваются 1929 годом, но известно, что церковь продолжала действовать (как обновленческая) до предвоенных лет. Протоиерей С. Доброницкий был расстрелян в мае 1937 года, настоятель храма П. Фомин и староста В. И. Скоркин были расстреляны в 1938 году по обвинению в антисоветской деятельности. Они были прославлены в лике святых как новомученики и исповедники земли Слободския (празднование 1 июня н.ст.)
В 1930-х годах храм был обновленческим т. н. «кафедральным собором» города.
Богослужения возобновились в 1941 году, продолжаясь во время гитлеровской оккупации. Официальная регистрация храма состоялась в 1944 году.
Позже в цокольное помещение храма (планировавшееся как усыпальница Григория и Марии Гольбергов) была «подселена» харьковская старообрядческая община (Белокриницкое согласие), которая проводила там службы до 2000-х годов.

## Хор
Храм известен своим хором под руководством регента Игоря Сахно (организован в 1984 году, с 1988 — на основном клиросе), возрождающим традиции церковного распева. На богослужениях используются русское уставное одноголосное пение — столповой распев, византийское пение с исократимой и грузинское церковное трехголосье. Для богослужебных нужд песнопения на греческом и грузинском языках, как правило, адаптируются к церковнославянскому тексту.
Хор является лауреатом Всеукраинского фестиваля «Глас Печерский» (2001 г.). Также полным составом он приглашался для участия в церковно-певческой конференции (Киево-Печерская Лавра, 2002 г.). Хор Трех-Святительского храма по заказу Киевского «Центра Православной книги» выпустил два компакт-диска: «Древняя Всенощная. Столповой распев» (2001 г.) и «Пение Древней Церкви. Богослужебные песнопения Византии, Иверии и Руси» (2003 г.). Певческий коллектив активно участвует в концертно-просветительской деятельности, ознакамливая слушателей с сокровищами канонического певческого наследия Церкви.

## Храмовые росписи

Роспись купола
Знамение Пресвятой Богородицы
Западная сторона
Северная сторона. Ангел

## Исторические факты

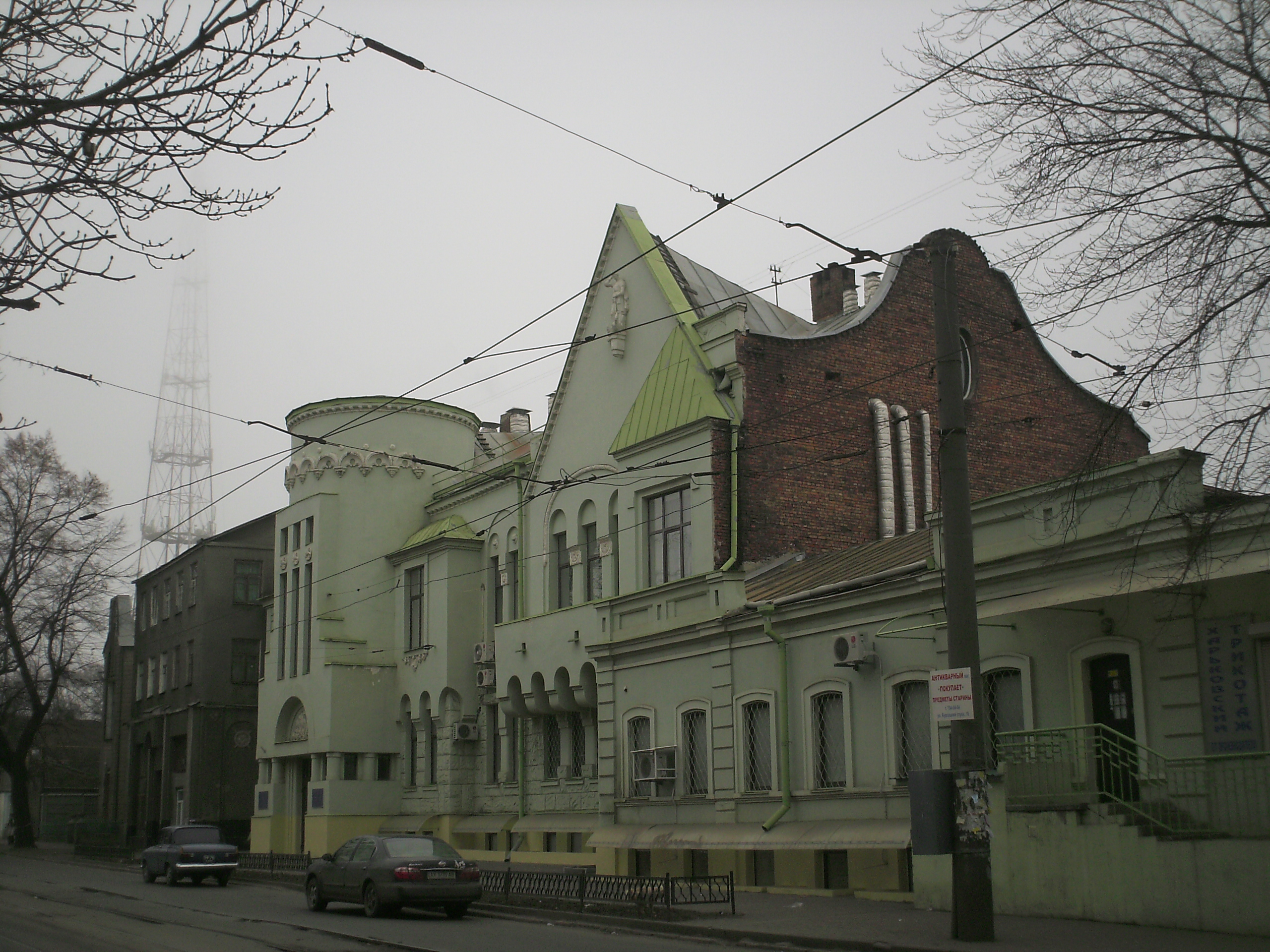
Особняк Гольберга напротив церкви.

- Три святителя — Василий Великий, Григорий Богослов и Иоанн Златоуст — являются небесными покровителями Григория Гольберга и двух из четырёх его братьев — Василия и Ивана, что и повлияло на выбор названия храма. Новая церковь стала, таким образом, третьим Трёхсвятительским храмом в городе — после нижней (тёплой) церкви Покровского собора (1689 г., до 1815 — церковь Харьковского коллегиума) и домового храма мужской гимназии (улица Гоголя, 7, открыт в 1891 году).
- Шестиконечные звёзды в медальонах на стенах храма — достаточно распространённый орнамент в традиционной церковной росписи. Однако харьковчанами они связываются с личностью Г. О. Гольберга, обратившегося в православие еврея.
- В том же 1915 году напротив храма Гольберги начали строительство трёхэтажного замка-особняка по проекту архитектора В. А. Эстровича. Это здание сохранилось до нашего времени (улица Первой Конной армии, 104, городская санэпидемстанция).
- В 1914 году Гольберг надстроил до трёх этажей 4-е городское училище возле храма (сейчас средняя школа № 7 по ул. Батуринской, 25) и проложил из подвала храма до подвала училища ныне заложенный подземный ход, чтобы учащиеся в зимнее время ходили на церковные службы.
- В ходе декоммунизации городской топонимики улица Первой Конной армии,[1] на которой расположен храм, в ноябре 2015 года была переименована в память Гольбергов. При этом вопреки написанию фамилии в исторических документах (хотя и в согласии с её этимологией) название улицы значится как Гольдберговская (укр. вулиця Гольдбергівська).